# Fire (canción de Ohio Players)
«Fire» es una canción interpretada por la banda estadounidense Ohio Players. Fue publicada en noviembre de 1974 como el sencillo principal de su álbum del mismo nombre.

## Recepción de la crítica
Un escritor no especificado de la revista Cash Box lo consideró “un éxito disco definitivo con una letra fina y una instrumentación excelente”.

## Rendimiento comercial
En Estados Unidos, «Fire» debutó en el puesto número 77 en la lista Hot Soul Singles durante la semana que terminó el 14 de diciembre de 1974, donde se desempeñó como el debut más alto de la edición. Después de escalar de manera constante la lista durante siete semanas consecutivas, encabezó la lista el 18 de enero de 1975, donde desplazó la canción de Barry White, «You're the First, the Last, My Everything», del puesto más alto. Se mantuvo en el número uno durante dos semanas; en la lista Cash Box, le fue aún mejor, alcanzando el puesto número 1 durante cuatro semanas. «Fire» también alcanzó el número uno en las listas de sencillos de todos los géneros de Billboard (Hot 100) y Cash Box (Top 100 Pop Singles).

## Revisión retrospectiva
En una reseña retrospectiva de su columna The Number Ones, el escritor de Stereogum, Tom Breihan, consideró la canción “un ataque funk de proporciones imponentes”.
En una reseña posicionando cada canción #1 de los años 1970 de peor a mejor, el crítico de Cleveland.com, Troy L. Smith, posicionó la canción en el puesto #83. Smith lo consideró un “animado himno funk”. Smith atribuye el éxito de la canción en las listas al auge de la música disco”, pero reconoce que “probablemente habría sido un éxito en cualquier época, gracias a la simplicidad de su gancho”.

## Lista de canciones
Todas las canciones escritas y compuestas por Ohio Players.
1. «Fire» – 3:12
2. «Together» – 3:08

## Créditos y personal
Créditos adaptados desde las notas de álbum de Fire.
Ohio Players
- Marshall “Rock” Jones – Fender Bass
- James “Diamond” Williams – batería, campanas tubulares, percusión,  voz principal y coros
- Billy Beck – piano, órgano, piano eléctrico Fender Rhodes, clavinet, sintetizador ARP, percusión, voz principal y coros
- Leroy “Sugarfoot” Bonner – guitarra, percusión, voz principal y coros
- Ralph “Pee Wee” Middlebrooks – trompeta, trombón, coros
- Clarence “Satch” Satchell – saxofón barítono y tenor, flauta, percusión, voz principal y coros
- Marvin “Merv” Pierce – trompeta, fliscorno, coros

Personal técnico
- Ohio Players – productor
- Barry Mraz – ingeniero de audio
- Lee Hulko – ingeniero de audio

## Posicionamiento
| Gráfica (1975)                              | Pico de posición |
| ------------------------------------------- | ---------------- |
| Estados Unidos (Billboard Hot 100)          | 1                |
| Estados Unidos (Billboard Hot Soul Singles) | 1                |
| Estados Unidos (Cash Box Top 100 Singles)   | 1                |
| Estados Unidos (Cash Box R&B Top 70)        | 1                |